# Hidroxidion
| A hidroxidion szerkezete                                                       | A hidroxidion modellje |
| A hidroxidion szerkezete (nemkötő elektronpárokkal) és háromdimenziós modellje |                        |

A hidroxidion (OH–) egy egyszeresen negatív, összetett ion, a sav–bázis reakciók gyakori szereplője.

## Keletkezése
Könnyen átlátható a hidroxidion keletkezése, ha megtekintjük a következő reakciót:
Ammóniagázt oldunk vízben. (Az ammónia kitűnően oldódik vízben, 1 literben hozzávetőlegesen 700 l gáz oldható fel.) Ha a vízbe előzetesen fenolftalein oldatot csepegtetünk, az oldat színe élénk pirosra változik.
A reakcióban a vízmolekula egy protonja (vagyis egy hidrogénion) átkerül az ammóniamolekulára, így az egyszeresen pozitív ammóniumionná alakul. A vízmolekula, protonjától megfosztva egyszeresen negatív ionná, hidroxidionná alakul. (A vízmolekula „maradéka”.)
Így az oldatban hidroxidionok, valamint ammóniumionok találhatóak. A keletkezett oldat lúgos kémhatású, amit a túlsúlyba került OH– ionok okoznak.

## Hatása, kimutatása
A kémhatás kimutatására különböző indikátorokat használhatunk. A legismertebbek közülük a lakmusz, a fenolftalein és az univerzális indikátor (ez utóbbi különböző színnel jelzi a kémhatás mértékét). A semleges közegben színtelen fenolftalein a lúgos közegben élénk piros színű, a lakmusz és az univerzális indikátor pedig kék színre vált.